# Hourc
Hourc település Franciaországban, Hautes-Pyrénées megyében. Lakosainak száma 109 fő (2022. január 1.). Hourc Pouyastruc, Coussan, Lizos, Marquerie és Souyeaux községekkel határos.

## Népesség
A település népességének változása:
| Lakosok száma | 112  | 111  | 114  | 109  | 107  | 105  | 107  | 109  | 109  |
|               | 2013 | 2015 | 2016 | 2017 | 2018 | 2019 | 2020 | 2021 | 2022 |